# اندینهاسن
اندینهاسن (به آلمانی: Andenhausen) یک شهر در آلمان است که در تورینگن واقع شده‌است.

## خصوصیات
اندینهاسن ۱٫۵۴ کیلومترمربع مساحت دارد ۵۶۰ متر بالاتر از سطح دریا واقع شده‌است.